# Chaetocladius dentatus
Chaetocladius dentatus är en tvåvingeart som först beskrevs av Karl 1937.  Chaetocladius dentatus ingår i släktet Chaetocladius och familjen fjädermyggor.
Artens utbredningsområde är Tyskland. Inga underarter finns listade i Catalogue of Life.